# Drage, Harburg
Drage är en kommun och ort i Landkreis Harburg i förbundslandet Niedersachsen i Tyskland. Kommunen bildades 1 juli 1972 genom en sammanslagning av de tidigare kommunerna Drage, Drennhausen, Elbstorf, Hunden, Schwinde och Stove bildade den nya kommunen Drage.
Kommunen ingår i kommunalförbundet Samtgemeinde Elbmarsch tillsammans med ytterligare två kommuner.